# Ficus lepicarpa
Ficus lepicarpa är en mullbärsväxtart som beskrevs av Carl Ludwig von Blume. Ficus lepicarpa ingår i släktet fikonsläktet, och familjen mullbärsväxter. Inga underarter finns listade i Catalogue of Life.